# Igor Ojstrach
Igor Davidovitj Ojstrach (ryska: Игорь Давидович Ойстрах), född 27 april 1931 i Odessa, död 14 augusti 2021 i Moskva, var en ukrainsk violinist.
Ojstrach föddes i Odessa i det då sovjetiska Ukraina, som son till violinisten David Ojstrach. Han började sin utbildning på Centrala [förberedande] Musikhögskolan i Moskva och gjorde sin konsertdebut 1948. Åren 1949 till 1955 studerade han på Moskvakonservatoriet och deltog framgångsrikt i internationella tävlingar för unga violinister i Östeuropa. Därefter blev han lärare på konservatoriet, lektor där 1965. År 1996 blev han professor på konservatoriet i Bryssel.
Ojstrach framträdde flitigt som violinist på den internationella scenen, både ensam, i duo med sin far och med sin far vid dirigentpulten. Han framträdde också själv som dirigent.
Ojstrach var känd för en avskalad, saklig tolkningsstil och anses som en framstående Beethoveninterpret.

## Kuriosa
- Asteroiden nummer 42516 "Oistrakh" har uppkallats efter far och son Ojstrach.